# Joyce Culpeper
Joyce Culpeper (ur. około 1480, zm. około 1531). Jej rodzicami byli Sir Richard Culpeper i Isabel Worsley. Była dwukrotnie zamężna. Pierwszym jej mężem był Ralph Leigh, z którym miała pięcioro dzieci: Isabel, Margaret, Joyce, Johna i Ralpha. Drugim – Lord Edmund Howard, z którym miała sześcioro dzieci:
- Margaret Howard
- Mary Howard
- George'a Howarda
- Charlesa Howarda
- Katarzynę Howard królową Anglii (1540–1542), piątą żonę Henryka VIII Tudora
- Henryka Howarda